# Helena Rosas
Helena Rosas es una directora de televisión, Productora y jefa de producción venezolana. Conocida por producir grandes éxitos internacionales como: La guerra de los sexos (2000-2013) y Mega Match. Fue coproductora del Miss Venezuela Mundo y el Míster Venezuela.
Junto con Ricardo Peña y Luis González estuvo a carga de la producción y dirección general de importantes espectáculos musicales como Súper Sábado Sensacional y el Festival Internacional de la Orquídea desde Maracaibo. 

## Trayectoria

### Productora ejecutiva
- Súper Sábado Sensacional[1]

### Producción y dirección general
- La guerra de los sexos (2000-2013)
- Mega Match (1996-2006)
- El gran navegante (2007-2008)
- El Súper Bingo de la Bondad (1983-2017)
- El Acorazado de las Estrellas (2002)
- Estrellas de la Música (2002)
- Camino al Miss Venezuela(2003)
- La Ruta al Mister Venezuela (2003-2004)
- Generación S (2003-2016)
- Bailando con las estrellas (2005-2019)
- El Precipicio (2006-2013)
- Bailando con las reinas (2007)
- Bailando con los gorditos (2007-2008)
- Somos Tú y Yo, el Reality (2008)
- Bailando con los Abuelos (2008)
- Buscando una estrella (2008-2014)

### Coproducción
- Míster Venezuela
- Miss Venezuela Mundo
- Gala de la belleza del Miss Venezuela